# Solární ostrov
Tzv. solární ostrov je variantou řešení v situacích, kdy není možné pro odběr elektrické energie využít distribuční síť, nebo pokud by vybudovaná elektrická přípojka byla neúměrně nákladná (chaty, chalupy, pastviny zvířat apod.). Tento systém tedy není napojen na veřejný rozvod elektrické energie, ale využívá samostatné fotovoltaické elektrárny. Jedinou nevýhodou se jeví kapacita baterií v době, kdy je energie potřeba nejvíce, tedy v zimě. Pro sezonní využití energie např. na chalupách, kde není zavedeno elektrické vedení, je tento systém úspěšně využíván.

## Provedení
Existují dvě základní provedení, jak může být řešen ostrovní solární systém:
- Ostrovní solární systémy s přímým napájením – Jedná se pouze o propojení solárních panelů a spotřebičů přes regulátor napětí. Tento systém je nejméně efektivní a v podstatě má smysl jen pro některá využití.
- Ostrovní solární systém s akumulací elektrické energie – Díky řešení, kdy je využit solární akumulátor, jehož optimální nabíjení a vybíjení zajišťuje solární regulátor dobíjení, umožňuje takový systém využití elektřiny i v době bez slunečního záření. Ostrovní systémy, a solární elektrárny všeobecně, lze využívat jak pro spotřebiče napájené stejnosměrným napětím 12V, tak i k běžným síťovým spotřebičům 230V napájeným přes napěťový střídač.

Pro správné dimenzování výkonu pro ostrovní elektrárnu je třeba znát počet, typ a výkon spotřebičů, a zároveň režim jejich používání v rámci dne, týdne, měsíce a roku.
Ostrovní solární systémy s akumulací elektrické energie využívají speciální akumulátorové baterie, které mají dlouhou dobu nabíjení i vybíjení. Tyto akumulátory musí mít zvýšenou odolnost proti hlubokému vybití, nízký minimální nabíjecí proud, nízké samovybíjení, odolnost proti nestálosti nabíjecích podmínek, minimální nároky na údržbu a vysoký počet pracovních cyklů (prodlužuje životnost baterie). Životnost akumulátoru s takovýmito vlastnostmi by měla být 10 až 12 let.
Solární regulátor je zapojen mezi fotovoltaickými panely a akumulátory. Měří stupeň nabití akumulátorů a chrání je tak proti přebíjení, nebo hlubokému vybití. Pro ostrovní fotovoltaické systémy se také používají speciální měniče napětí, jelikož jsou připojeny na akumulátor a střídavý proud (230V) vyrábí z relativně stálého napětí 12/24V.